# Bounty (poker)
Een bounty in poker is een beloning die een speler ontvangt voor het uitschakelen van een opponent in een pokertoernooi.

## Algemeen
Bounty's komen uitsluitend voor in bounty-toernooien (ook wel: knock-out-toernooien). Een bepaald gedeelte van het inleggeld wordt vooraf aangemerkt als de bounty. Voor elke speler die iemand uitschakelt, ontvangt men één bounty. Het overige gedeelte van het inleggeld wordt uitgekeerd als regulier prijzengeld.
In live poker wordt vaak gewerkt met bounty-fiches. Iedere speler begint het toernooi met één bounty-fiche. Bij het uitschakelen van een tegenstander ontvangt de speler de bounty-fiche van zijn opponent, die hij bij het ophalen van zijn prijs kan verzilveren. Bij online poker wordt de bounty meestal direct uitgekeerd op het account van de speler.

## Varianten
Progressive BountyBij deze toernooivorm wordt een gedeelte van de gewonnen bounty (bijvoorbeeld 50%) opgeteld bij de eigen bounty.
- Voorbeeld: Stel dat de bounty voor elke speler aan het begin van het toernooi € 25 is. Speler A schakelt een tegenstander uit. Hij ontvangt nu 50% van € 25 als directe prijs, de overige 50% wordt opgeteld bij zijn eigen bounty. De bounty van speler A wordt nu € 37,50.

Celebrity BountyEen toernooi waarbij slechts op bepaalde spelers (doorgaans VIP’s of bekende pokerspelers) een bounty te verdienen is.
Mystery BountyToernooivorm waarbij de waardes van de bounty's van tevoren niet bekend zijn. De waardes van de bounty's verschillen waardoor het een verrassing is welke uitkering een speler ontvangt voor het uitschakelen van een tegenstander.

## Strategie
De aanwezigheid van bounty's vragen aanpassingen van de spelers van hun strategie. Zo zal een speler met een grote stack geneigd zijn om kleine all-ins te callen om zodoende meer kans te maken op bounty's en daarmee hoger prijzengeld. Spelers met een kleine stack zullen voorzichtiger all-in moeten gaan, omdat bij de aanwezigheid van een bounty callen voor andere spelers aantrekkelijker is. 